# 普萊希夫 (盧布尼區)
普莱希夫（烏克蘭語：Плехів），是烏克蘭中部波爾塔瓦州盧布尼區奥尔日察市镇内的村落，處於奧爾日察河畔，面積2.88平方公里，海拔高度95米，2001年人口716。